# Crisi italo-jugoslava del 1953-54
La crisi italo-jugoslava del 1953-54 fu una crisi diplomatica fra i due paesi che rappresentò il culmine della questione triestina.

## Contesto
La fine della seconda guerra mondiale, aveva determinato uno stravolgimento della situazione della Venezia Giulia. A Trieste (dove erano arrivate sia le truppe dell'Esercito Popolare di Liberazione della Jugoslavia, sia le truppe neozelandesi) iniziò un periodo di occupazione jugoslava in cui si verificarono sparizioni a danno di chi si opponeva all'annessione della città alla Jugoslavia. Si scoprirà poi che molte di queste persone erano state infoibate o deportate nei campi di prigionia in Slovenia.
Il 9 giugno 1945 con gli accordi di Belgrado, la Venezia Giulia venne divisa in due dalla Linea Morgan, che determinò un'area che sarebbe rimasta sotto controllo jugoslavo (zona B) e un'altra che sarebbe passata sotto controllo del governo militare alleato (zona A), al cui interno si trovava anche Trieste. Le truppe jugoslave dopo 43 giorni si ritirarono quindi dal capoluogo giuliano.
Nel 1947 il Trattato di pace di Parigi determinò il definitivo passaggio di buona parte della regione alla Jugoslavia, fatta eccezione per Gorizia e il Basso Isonzo, che rimanevano all'Italia. Trieste e Capodistria vennero incluse nel Territorio Libero di Trieste. Quest'ultimo tuttavia non diverrà mai operativo, ma rimase diviso dalla Linea Morgan in due aree di occupazione: a Trieste, in zona A, continuava ad esservi l'amministrazione militare alleata, mentre a Capodistria, in zona B, continuò l'amministrazione jugoslava.
Nel 1948 la rottura tra Tito e Stalin e l'espulsione della Jugoslavia dal Cominform ebbe conseguenze dirette per l'area giuliana. La cosiddetta "cortina di ferro" tra Europa orientale e occidentale improvvisamente non correva più sull'altopiano carsico, e la questione triestina divenne una controversia solo a due, tra Italia e Jugoslavia. Stati Uniti e Regno Unito assunsero quindi sempre più una funzione di mediazione tra l'Italia (che dal 1949 entrerà nell'Alleanza Atlantica) e Jugoslavia, paese non allineato ma con cui erano interessati a mantenere buoni rapporti per evitare un riavvicinamento al blocco sovietico. Dall'altro lato ciò comportò anche una frattura interna al mondo comunista giuliano, con il distacco del Partito Comunista del Territorio Libero di Trieste, sotto influenza del PCI e fedele al Cominform, dal governo jugoslavo e da coloro che vi rimasero fedeli.
Negli anni successivi, a partire dal 1950, seguirono quindi, su insistenza alleata, trattative dirette tra Italia e Jugoslavia.

## La rivolta di Trieste
Il 3 novembre 1953, in occasione dell'anniversario dell'entrata di Trieste nel Regno d'Italia si scatenò una rivolta da parte dei triestini filo-italiani dando inizio a tumulti durati tre giorni. Le vittime furono 6.

## Il Memorandum di Londra e la fine della crisi
Il 5 ottobre 1954 venne firmato a Londra un memorandum d'intesa in cui Italia e Jugoslavia si spartivano provvisoriamente il Territorio con il passaggio della Zona A all'amministrazione civile italiana e la Zona B a quella jugoslava. Il 10 novembre 1975 i ministri degli affari esteri di Jugoslavia e Italia, ad Osimo, firmarono un trattato con cui si fissarono in maniera definitiva i confini tra i due Paesi. Il trattato entrò in vigore ufficialmente l'11 ottobre 1977.